# James M. Slade
James M. Slade (* 8. September 1812 in Middlebury, Vermont; † 10. April 1875 ebenda) war ein US-amerikanischer Politiker, der von 1856 bis 1857 Vizegouverneur von Vermont war.

## Leben
James Madison Slade wurde als Sohn des Gouverneurs William Slade in Middelbury geboren, wo er auch aufwuchs und die Schule besuchte. Später wurde er Konfektions-Händler.
Aktiv in der Know-Nothing-Party, eigentlich American Party, später im Vermonter Zweig der Republikanischen Partei, war Slade von 1853 bis 1856 Schreiber im Repräsentantenhaus von Vermont. Vizegouverneur war er von 1856 bis 1857.
Slade arbeitete für das Finanzministerium der Vereinigten Staaten in Washington, D.C. von 1860 bis 1863.
Von 1868 bis 1870 war er einer der Side Judges von Addison County und Abgeordneter im Repräsentantenhaus von Vermont von 1871 bis 1872.
Slade starb in Middlebury am 10. April 1875. Sein Grab befindet sich auf dem Middlebury's West Cemetery.

## Familie
Sein Sohn James M. Slade Junior (1843–1899) wurde Anwalt und arbeitete als Staatsanwalt von Addison County und als Richter am Nachlassgericht. Auch er war Abgeordneter am Repräsentantenhaus von Vermont. Von 1870 bis 1871 war Slade Junior Sekretär für das Zivil- und Militärwesen und Erster Assistent von Gouverneur John Wolcott Stewart.